# Philip Rabinowitz
Philip Rabinowitz (16 de febrero de 1904-29 de febrero de 2008, 104 años) fue un atleta lituano radicado en Sudáfrica que consiguió ser el hombre mayor de 100 años capaz de correr más de 100 metros, según el Record Guinness.
Philip, a sus 100 años, corría los 100 metros en el tiempo récord de 30 segundos. Este veterano atleta caminaba 6 km todos los días, por eso y por otras razones psicológicas y físicas, logró el récord.